# Skochovický tunel
Skochovický tunel je železniční tunel č. 116 na katastrálním území Březová-Oleško na železniční trati Praha – Vrané nad Vltavou – Čerčany/Dobříš v km 31,239–31,448 mezi odbočkou Skochovice a stanicí Davle.

## Historie
Roku 1882 České obchodní dráhy zprovoznily místní dráhu Nusle–Modřany převážně pro potřeby modřanského cukrovaru. Trať byla roku 1897 prodloužena do Dobříše, roku 1900 byla dostavěna odbočka do Jílového u Prahy, která se zde napojila na již existující trať z Čerčan. Tunel náleží mezi skupinu tří tunelů, pro které se vžil název Davelské tunely. V závěru druhé světové války byl využíván jako podzemní továrna Omega II, kde byla přesunuta válečná výroba továrny Avia. Po válce byl tunel opět zprovozněn.

## Geologie a geomorfologie
Tunel se nachází v geomorfologické oblasti Středočeská pahorkatina, celku Benešovská pahorkatina s podcelkem Dobříšská pahorkatina s okrskem Mníšecká pahorkatina.
Geologické podloží v oblasti obce Březová-Oleško je tvořeno břidlicemi, drobami a jílovci, v jižní části území je skalní výchoz černých břidlic lečických vrstev. Tunel leží v nadmořské výšce 205 m, je dlouhý 209,35 m.

## Popis
Jednokolejný tunel byl ražen mezi odbočkou Skochovice a zastávkou Davle-Libřice. Skochovický tunel byl proražen příkrou skálou na pravém břehu Vltavy v roce 1896. V sedmdesátých a osmdesátých letech 20. století byl tunel rekonstruován a zvětšen profil pro neuskutečněnou elektrizaci tratě.